# Ambasadorowie Chin w Burundi
Chińska Republika Ludowa posiada w Republice Burundi swojego przedstawiciela w randze ambasadora od roku 1964.
| L.p. | Ambasador     | Okres pełnienia funkcji          |
| ---- | ------------- | -------------------------------- |
| 1.   | Liu Yufeng    | czerwiec 1964 – luty 1965        |
| 2.   | Chen Feng     | maj 1972 – listopad 1977         |
| 3.   | Shi Xinming   | marzec 1978 – styczeń 1982       |
| 4.   | Tian Zhidong  | kwiecień 1982 – marzec 1985      |
| 5.   | Shen Lianrui  | kwiecień 1985 – maj 1988         |
| 6.   | Wang Jianbang | wrzesień 1988 – październik 1991 |
| 7.   | Jiang Kang    | grudzień 1991 – sierpień 1995    |
| 8.   | Zhang Longbao | wrzesień 1995 – styczeń 1998     |
| 9.   | Shi Tongning  | luty 1998 – październik 2000     |
| 10.  | Meng Xianke   | listopad 2000 – sierpień 2002    |
| 11.  | Feng Zhijun   | wrzesień 2002 – luty 2007        |
| 12.  | Zeng Xianqi   | luty 2007 – marzec 2010          |
| 13.  | Yu Xuzhong    | od marca 2010                    |